# 莫拉莱哈德拉斯帕纳德拉斯
莫拉莱哈德拉斯帕纳德拉斯，是西班牙卡斯蒂利亚-莱昂巴利亚多利德省的一个市镇。总面积15平方公里，总人口38人（2001年），人口密度3人/平方公里。